# Lasa (Mythologie)

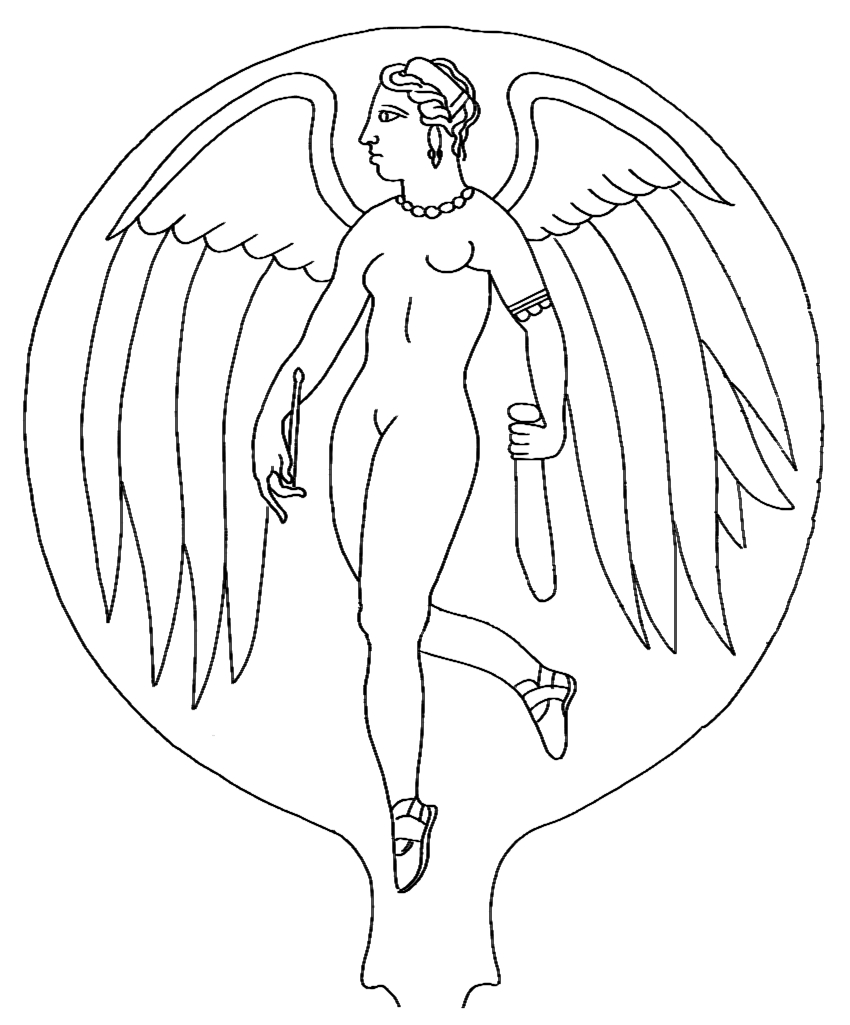
Etruskischer Bronzespiegel mit einer Pseudo-Lasa (3. Jahrhundert v. Chr.)

Eine Lasa (Plural Lasen) ist eine niedere etruskische Gottheit. Die Lasen zählten zum Gefolge der Liebesgöttin Turan und waren im etruskischen Liebeskult von großer Bedeutung. Sie konnten auch als Schicksalsgöttinnen in Erscheinung treten. Die Lasen wurden von den Griechen und Römern häufig mit den Nymphen gleichgesetzt.

## Wortherkunft und Namensgebung
Den Lasen und den Laren, den Schutzgeistern bestimmter Orte und Familien im römischen Kult, liegt eventuell derselbe Wortstamm las- zugrunde.

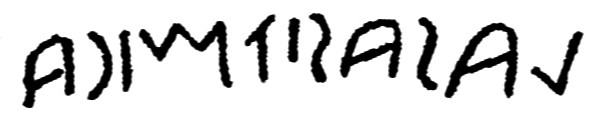
Inschrift LASA SITMICA mit etruskischen Buchstaben von rechts nach links geschrieben

Die Lasen wurden wie auch die Nymphen oftmals durch die Angabe eines Eigennamens voneinander unterschieden und individualisiert. Den Gattungsnamen Lasa stellte man dem Eigennamen voran. In Inschriften genannt werden:
- Lasa Achununa
- Lasa Racuneta
- Lasa Sitmica
- Lasa Thimrae
- Lasa Vecu, Vecui oder auch Vecuvia[5]

Der erste Name scheint dann den Charakter einer allgemeinen Bezeichnung zu besitzen, der zweite dagegen den eines spezifischen Attributs. Die Bezeichnung dieser niederen Gottheiten orientierte sich dabei offenbar an der etruskischen Namensgebung für Personen, die aus Vornamen und Gentilnamen bestand. Die Lasa Vecu wurde von den Römern als Nyphme Vegoia bezeichnet.

## Repräsentanz und Funktion

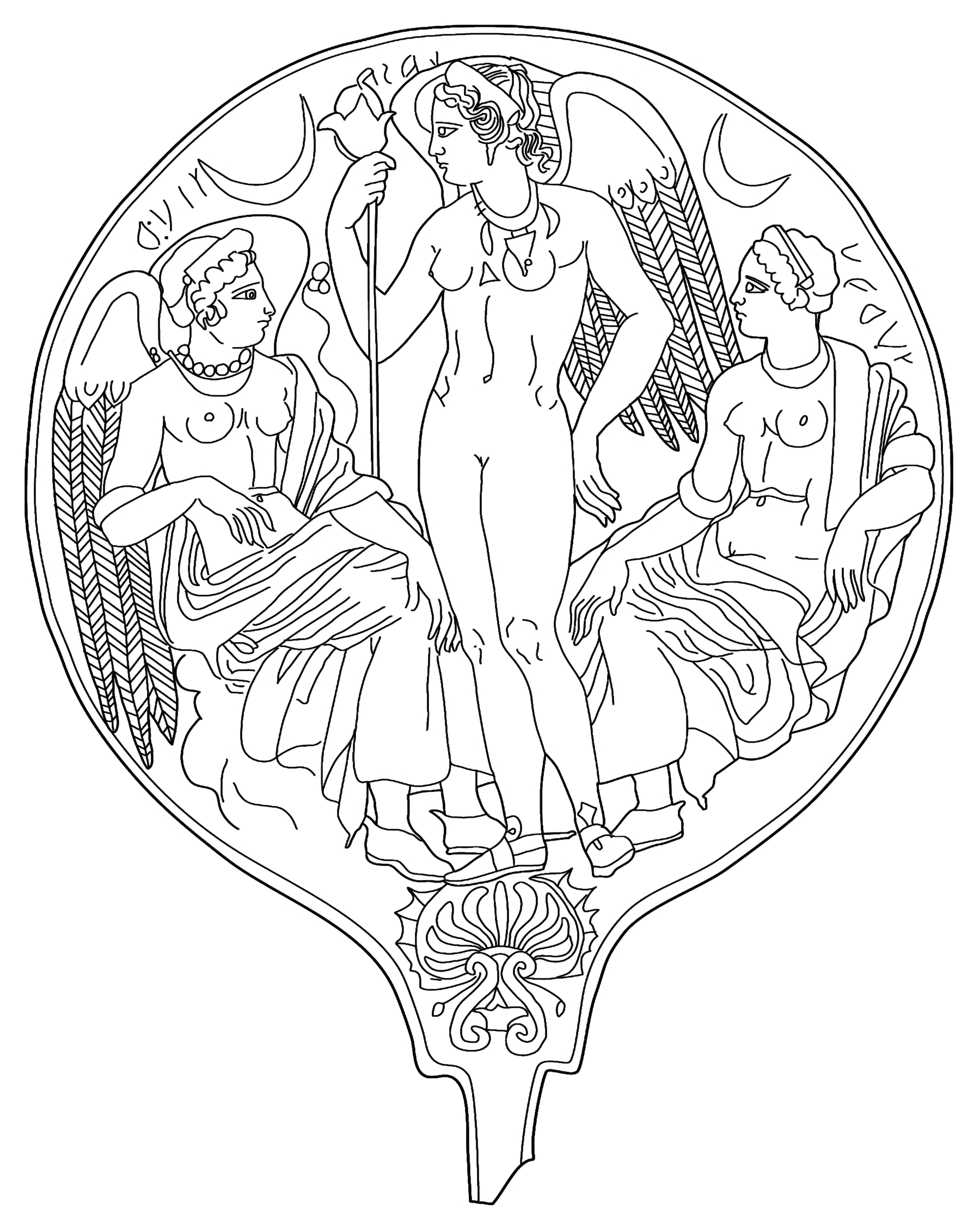
Geflügelte Lasa (Mitte) mit Tiur und Turan (3. Jahrhundert v. Chr.)

Die bildliche Darstellung von Lasen findet sich auf zahlreichen Bronzespiegeln und einem Goldring. Meist lassen sie sich anhand einer Inschrift als solche identifizieren. Dabei treten die Lasen häufig einzeln, nackt und geflügelt auf. Es gibt aber auch Darstellungen von bekleideten Lasen, die dann in der Szene eine wichtige Rolle zu spielen scheinen. Auf mindestens zwei Spiegeln ist jeweils eine männliche Lasa abgebildet. Einmal wird die männliche Figur Lasa Sitmica genannt.
Die Lasen auf den Spiegeln hatten offenbar die Aufgabe, ihre Besitzer vor Schaden zu bewahren, Liebende zusammenzuführen und Bräuten bei der Hochzeit beizustehen. Insofern spielten sie für die Etrusker eine den Schutzengeln vergleichbare Rolle. Dadurch lässt sich die große Verbreitung von Lasa-Spiegeln erklären.
Ab dem 3. Jahrhundert v. Chr. wurden auf Spiegeln oftmals nackte, geflügelte Wesen mit einem Alabastron abgebildet. Man kann nicht mit Sicherheit sagen, ob hier Lasen dargestellt werden, da auf diesen Spiegeln keine Inschriften vorhanden sind. Daher spricht man in diesen Fällen auch von Pseudo-Lasen.

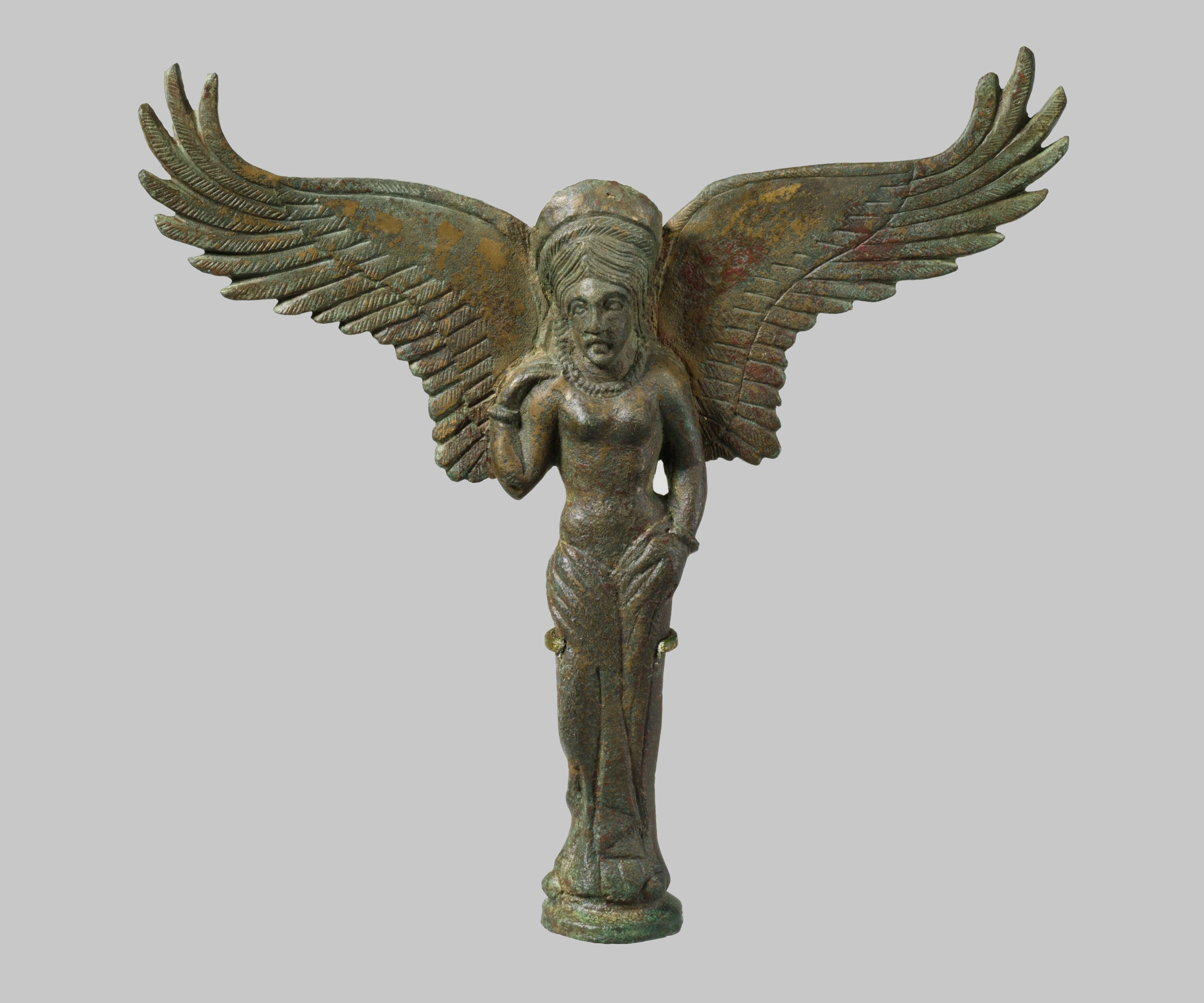
Als Lasa bezeichnete Unterweltgottheit (4. Jahrhundert v. Chr.)

Manche Lasen könnten auch als Unterweltgottheiten in Erscheinung getreten sein. Auf einem Bronzespiegel aus Vulci präsentiert eine Lasa zwei Heroen eine Schriftrolle. Dies scheint ein Ritus des Ablebens gewesen zu sein. Insofern könnte die Lasa hier als Schicksalsmacht in der Unterwelt auftreten, vergleichbar mit der Unterweltgottheit Vanth. Nach anderer Auffassung stehen die Lasen in keinerlei Beziehung zur Unterwelt. Dementsprechend sei die Bezeichnung von Unterweltdämonen als Lasen abzulehnen.
Jedenfalls besteht eine Verbindung der Lasen zu Schicksal und Prophetie, da insbesondere die Lasa Vecu im Mythos wahrsagend in Erscheinung tritt. Darüber hinaus waren die Lasen von Bedeutung in der Leberschau, die zur Erkundung des Götterwillens diente. Auf der Bronzeleber von Piacenza, einem Lehrmodell für etruskische Priester, ist der Lasa eine Region geweiht.
Alpan und Evan zählen in der neueren Forschung nicht mehr zu den Lasen. Beide betrachtet man nun als eigenständige Gottheiten aus dem Gefolge der Turan. Die Inschrift Alpan wird heute auch einfach als Spende übersetzt.

## Bronzespiegel mit Lasen

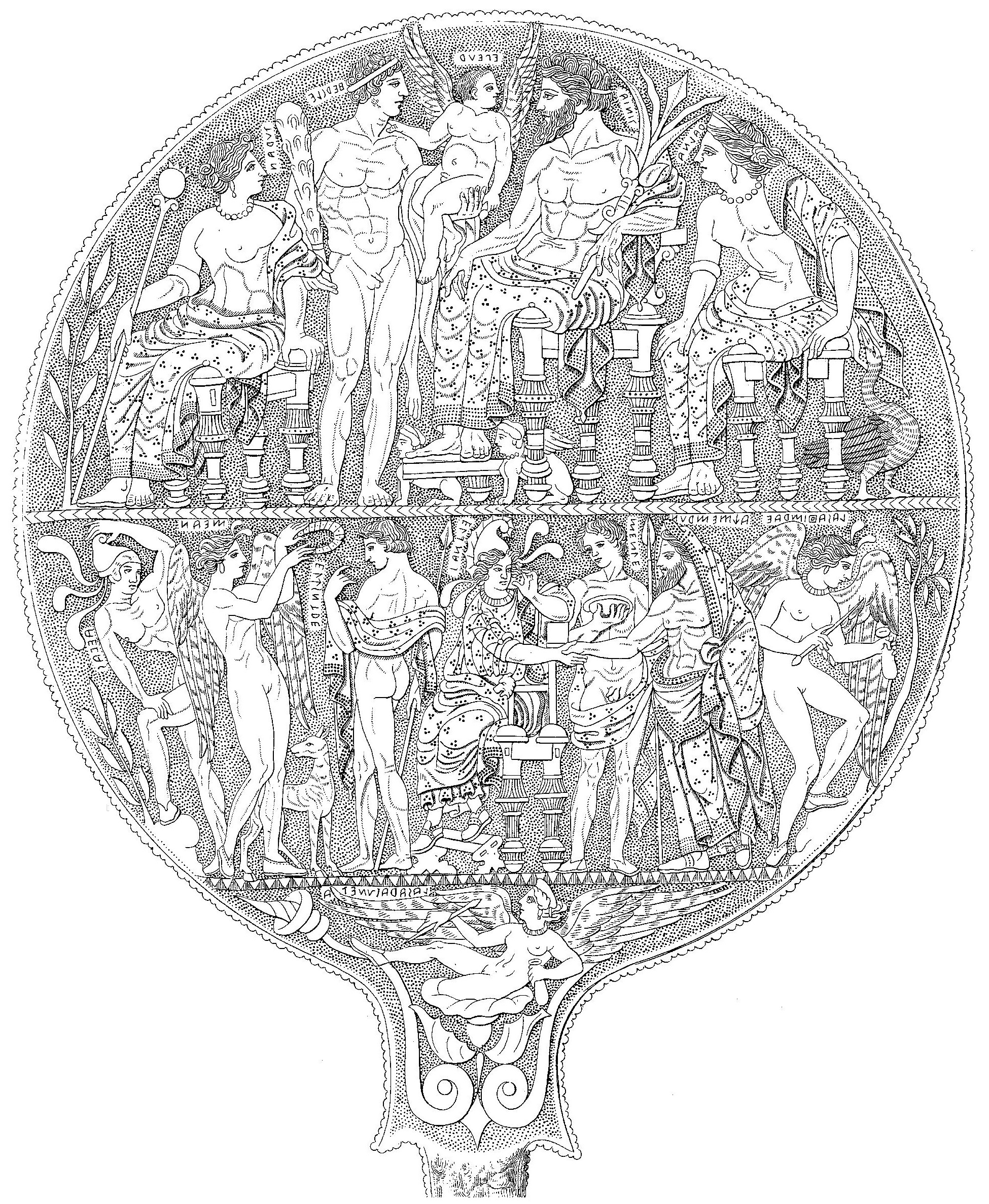
Lasa Thimrae (rechts unten) und Lasa Racuneta (ganz unten)
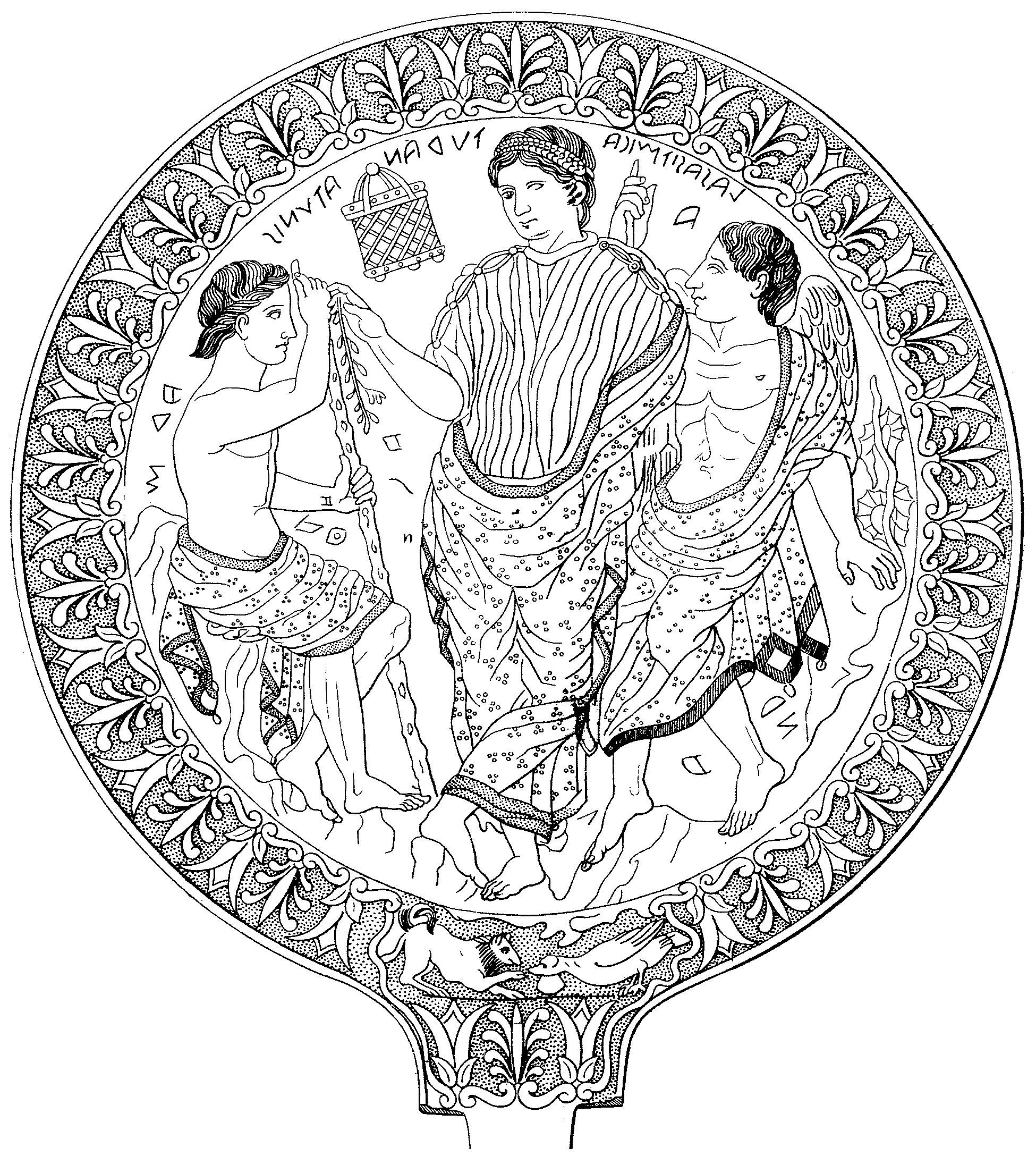
Eine männliche Figur mit der Bezeichnung Lasa Sitmica  (rechts)
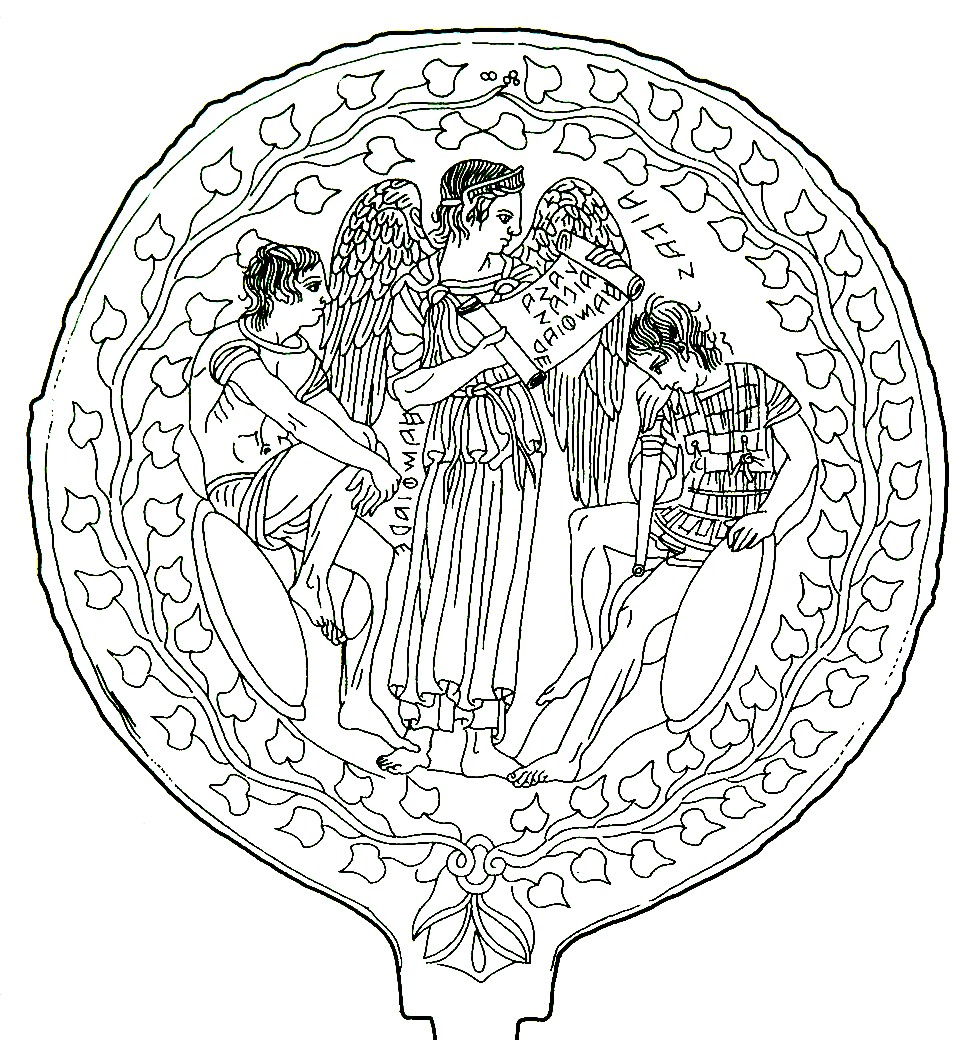
Eine Lasa (Mitte) als Schicksals- oder Unterweltgöttin
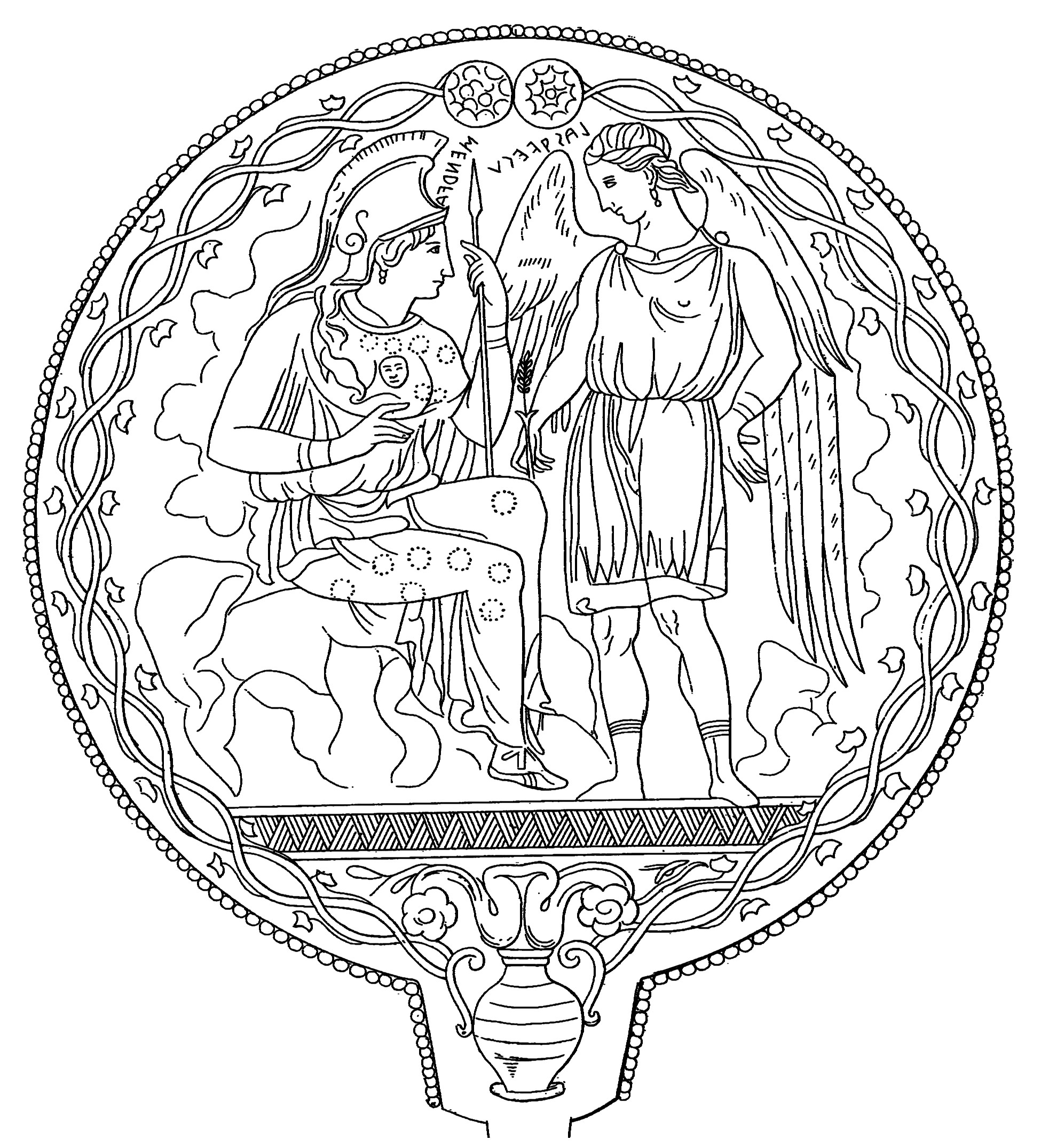
Die wahrsagende Lasa Vecu (rechts) mit der Göttin Menrva